# Cantone di Chordeleg
Il Cantone di Chordeleg è un cantone dell'Ecuador che si trova nella Provincia di Azuay.
Il capoluogo del cantone è Chordeleg.